# Superdutch
Superdutch is de verzamelterm voor toonaangevende Nederlandse architectenbureaus tussen de jaren 1990 en de financiele crisis van 2008.
Hoewel de architecten van de Superdutch verschillende stijlen hanteren worden ze meestal gerekend als substroming van het supermodernisme.

## Geschiedenis
Er is geen officiële oprichtingsdatum voor de Superdutch, maar er zijn wel een aantal gebeurtenissen en evenementen geweest die hebben bijgedragen aan het ontstaan ervan, bijvoorbeeld de Architecture International Rotterdam-congressen welke vanaf 1982 werden georganiseerd en een aantal bestuurlijke stukken zoals de Vierde Nota Ruimtelijke Ordening.
Daarnaast is het symposium 'Hoe modern is de Nederlandse architectuur?' toonaangevend geweest voor het ontstaan van de stroming. Dit symposium werd op 19 april 1990 door Rem Koolhaas georganiseerd en gehouden aan de faculteit Bouwkunde van de TU Delft, met als sprekers Ed Taverne, Herman Hertzberger, Herman de Kovel, Arie Graafland, Mels Crouwel, Ben van Berkel, Bart Lootsma, Carel Weeber, Joost Meeuwissen, Jo Coenen, Cees Dam en Hans van Dijk. Op dit symposium werd kritiek geuit op de stand van zaken van het Nederlandse architectuuronderwijs, welke nog steeds grotendeels geïnspireerd was op het modernisme van het interbellum en de wederopbouw, wat door Hans van Dijk 'onderwijzersmodernisme' werd genoemd. Vanuit het Office for Metropolitan Architecture, het architectenbureau van Rem Koolhaas splitsten zich meerdere bureaus af welke het gedachtegoed van de Superdutch volgden, zoals MVRDV en Neutelings Riedijk Architecten.
In 1991 verscheen vanuit het Ministerie voor Volkshuisvesting, Ruimtelijke Ordening en Milieubeheer de nota 'Ruimte voor Architectuur', het eerste architectuurbeleid vanuit een overheid ter wereld, welke voortbouwde op de Vierde Nota Ruimtelijke Ordening uit 1988. Met deze nota werd de Nederlandse architectuur nationaal geïnstitutionaliseerd en aangemoedigd.
Mede door deze institutionalisering werd in 1993 het Nederlands Architectuurinstituut, thans Het Nieuwe Instituut gecentraliseerd in een nieuw, door Jo Coenen ontworpen gebouw in Rotterdam. Dit instituut was in 1988 opgericht door een fusie van Het Nederlands Documentatiecentrum voor de Bouwkunst (NDB), de Stichting Architectuurmuseum (SAM) en de Stichting Wonen. Door de oprichting van dit instituut werden er fondsen verstrekt aan beginnende architectenbureaus en prijsvragen uitgeschreven, met hulp van de Nederlandse overheid. De eerste directeur van het NAi was Adri Duivesteijn, die deze post tussen 1989 en 1994 vulde.
De term 'Superdutch' wordt voor het eerst gebruikt in 2000 in een gelijknamig boek van Bart Lootsma. In het boek wordt het werk van twaalf, relatief jonge Nederlandse architecten en enkele kunstenaars getoond.

### Einde
Met de financiële crisis van 2008 stortte een groot deel van de vastgoedmarkt in en daarmee ook de architectuur. Doordat de financiering niet rondkwam voor veel bouwprojecten ontstond er een kaalslag onder architectenbureaus, waarbij 60% van de Nederlandse architectenbureaus ophield te bestaan. Met de hierop volgende opkomst van het neoliberalisme werd in Nederland veel overheidssteun in de vorm van cultuursubsidies gekort of stilgezet. 
Het NAi werd gefuseerd met twee andere culturele instituten tot Het Nieuwe Instituut, waardoor het niet langer enkel de focus op architectuur kreeg.

### Post-Superdutch
Enkele Nederlandse architectenbureaus zoals KAAN Architecten hebben zichzelf bestempeld als 'post-Superdutch'. Dit kenmerkt zich onder meer door een kleinere schaal van bouwen, met voornamelijk woningen en het hanteren van een duurzaamheidsvisie.
In 2016 organiseerde het Deutsches Architekturmuseum de tentoonstelling Maatwerk, waarin een overzicht werd gegeven van de Nederlandse architectuur na de Superdutch.

## Kenmerken
Hoewel de kenmerken van de architectuur uit deze stijlperiode uiteen lopen, zijn er sterke overeenkomsten te vinden tussen uitgangspunten van de betrokken architectenbureaus:
- Iconisch en experimenteel als ontwerpuitgangspunten stellen.[11]
- Een grote schaal van bouwprojecten.
- Internationaal gerichte bureaus.
- Parametrisch ontwerpen en gebruik van nieuwe technologieën - zoals robotica - in ontwerpen.[8]
- De architect als 'superster'[12]

## Lijst van architecten(bureaus) gelieerd aan de Superdutch

### Uit het boekSuperdutch
- Wiel Arets
- UNStudio
- Erick van Egeraat
- Atelier Van Lieshout
- Mecanoo
- MVRDV
- Neutelings Riedijk
- NOX
- OMA
- ONL
- Koen van Velsen
- West 8

### Overig
- NL Architects
- MVSA

## Galerij

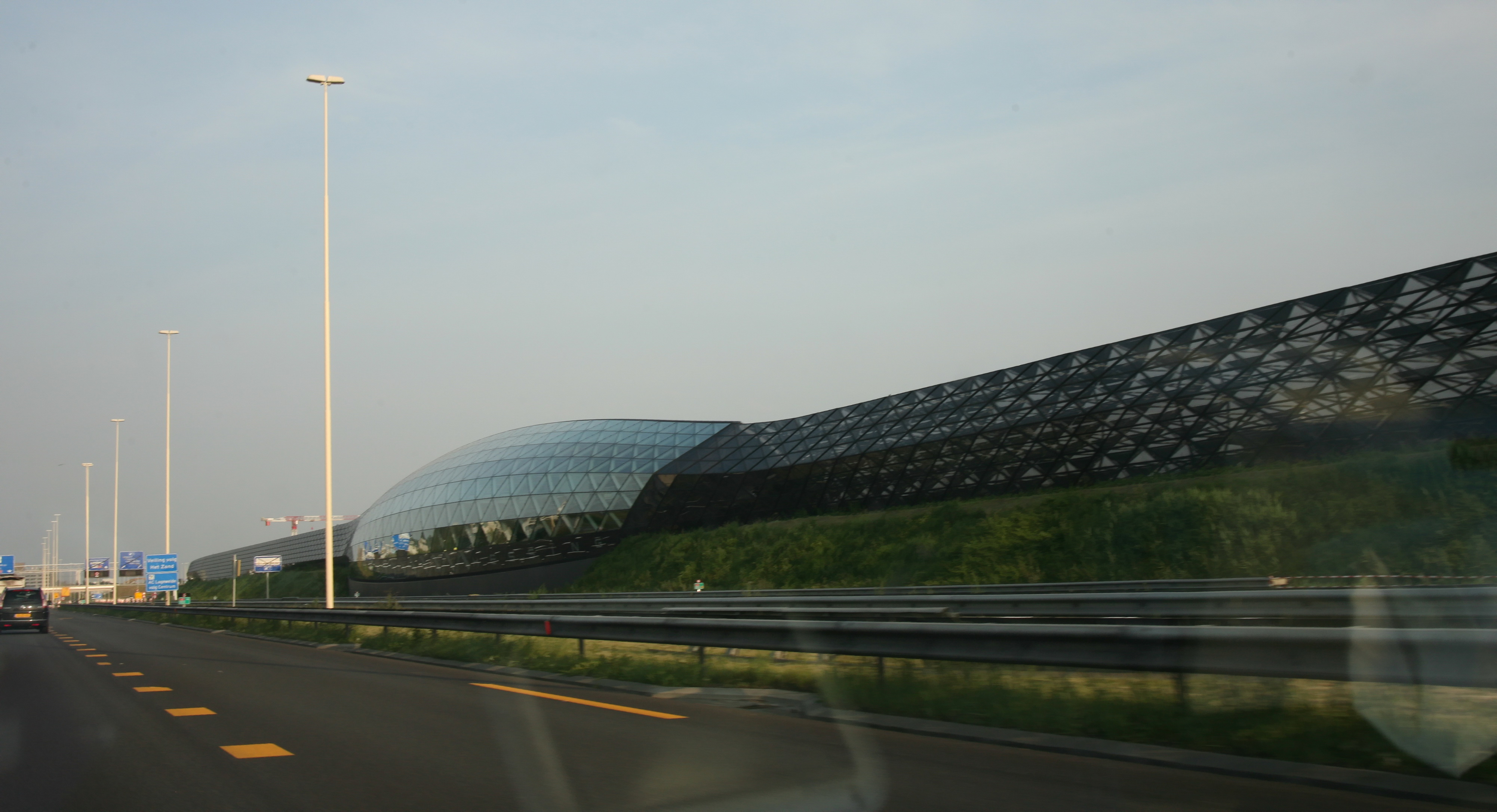
A2 Cockpit, ontworpen door ONL (1998-2006)
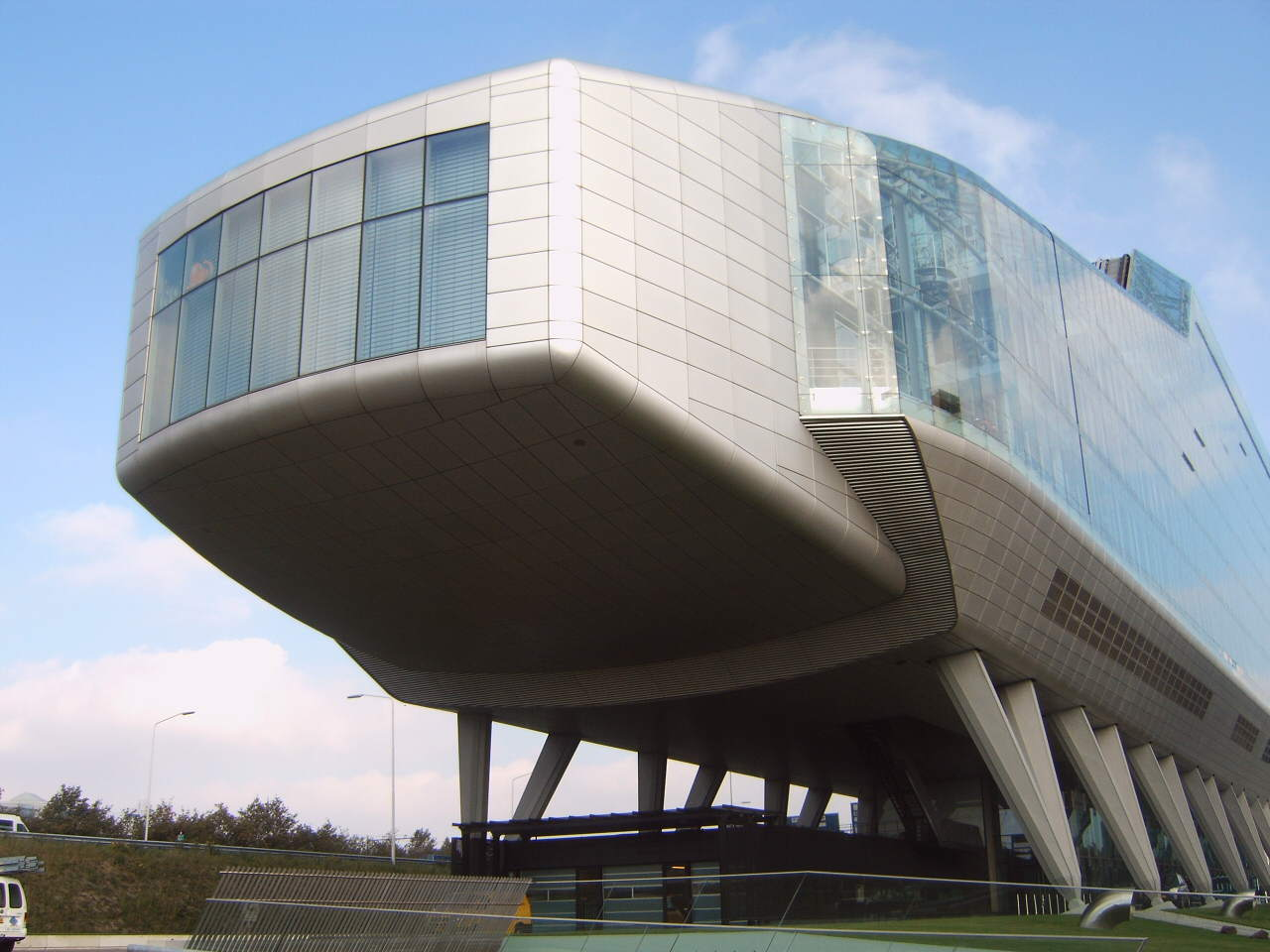
Infinity in Amsterdam, ontworpen door MVSA (1999-2002)
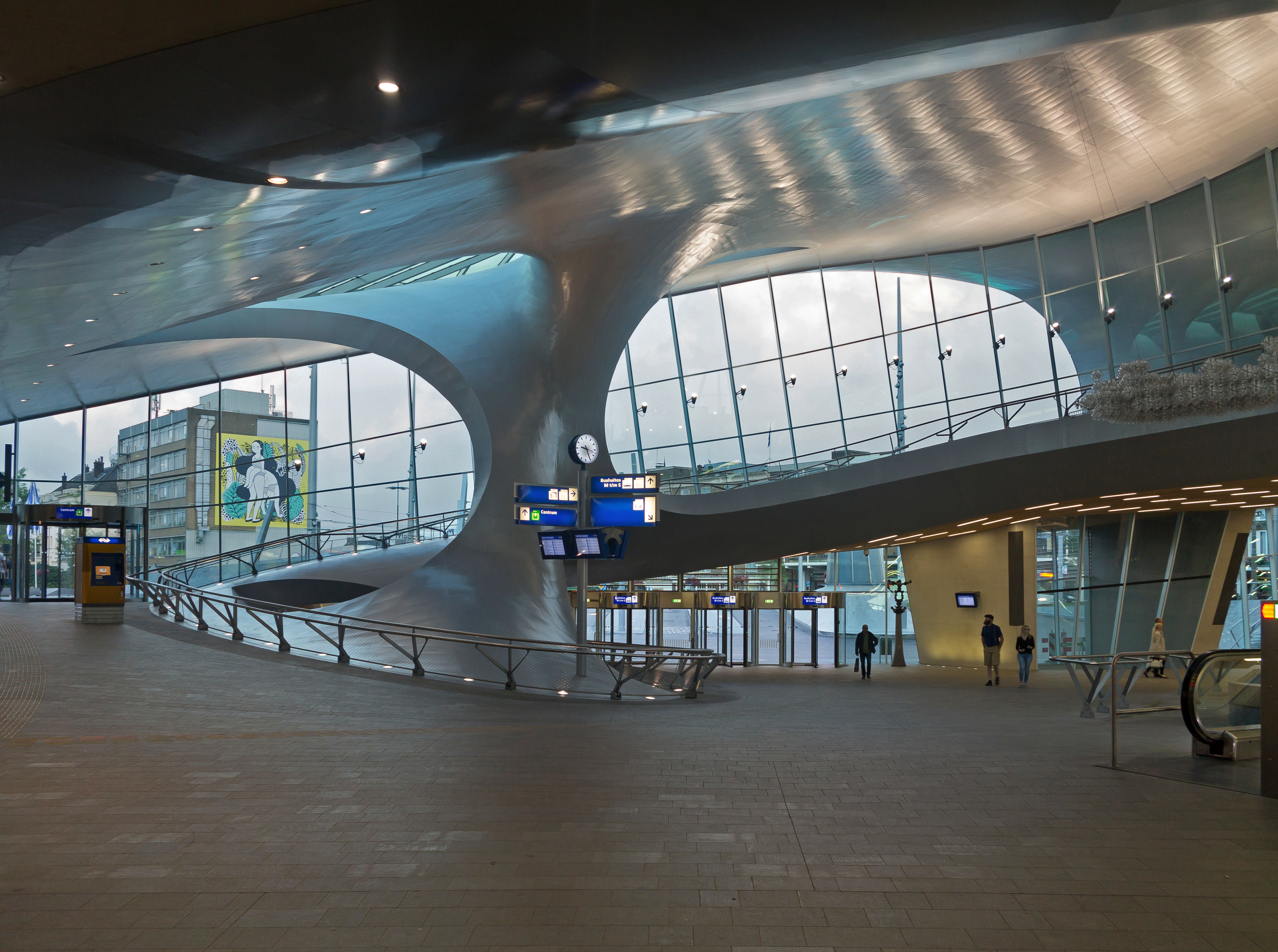
Station Arnhem, ontworpen door UNStudio (2000-2015)
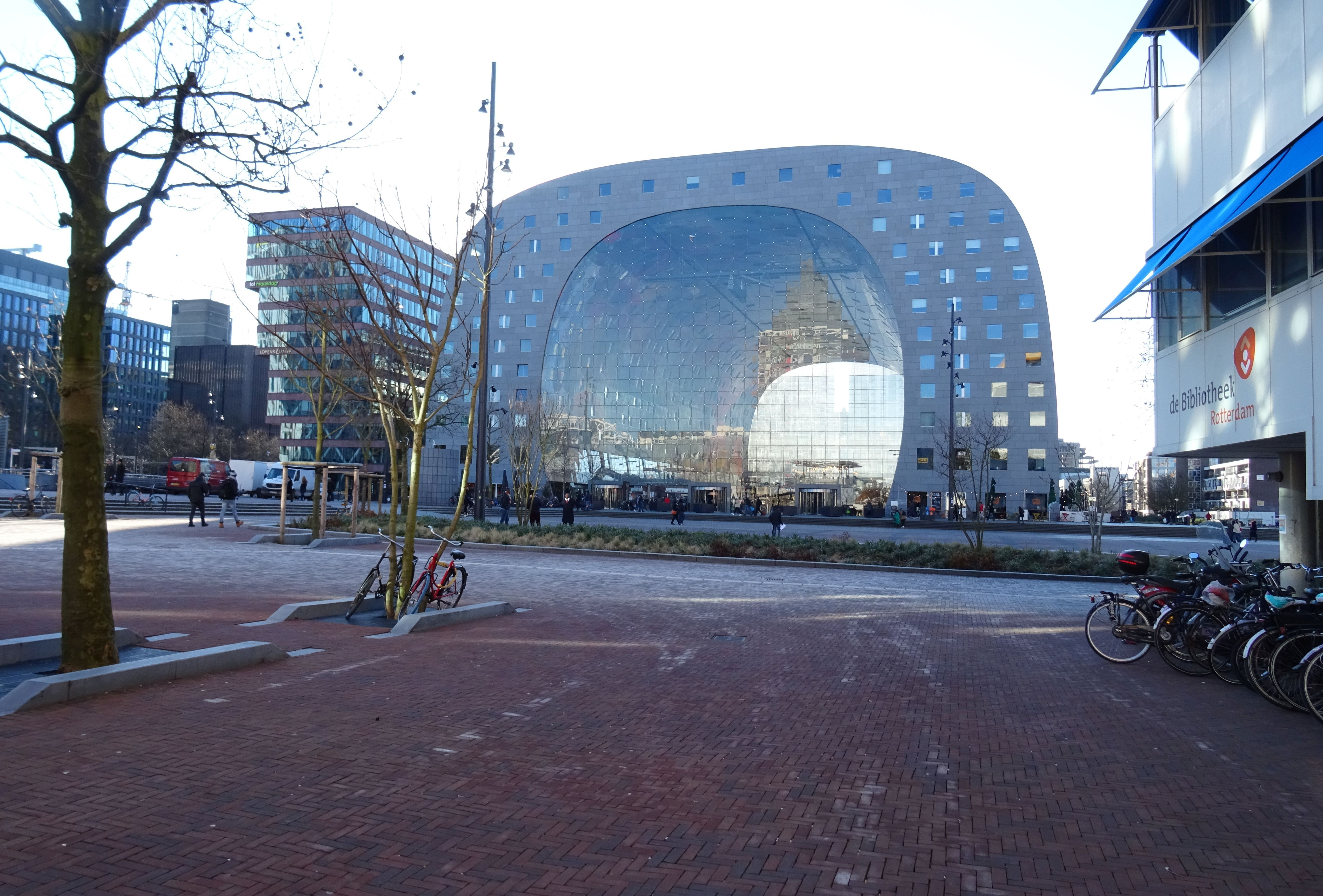
De Markthal in Rotterdam, ontworpen door MVRDV (2004-2014)